# Kapel R.K. Kerkhof (Groningen)
De kapel is een monument op het R.K. Kerkhof in de Nederlandse stad Groningen.

## Geschiedenis
De begraafplaats werd in 1872 aangelegd, even ten zuiden van de Zuiderbegraafplaats. Een aantal jaren later gaf deken Elsen van de Sint Martinusparochie opdracht tot het bouwen van een kapel. Het was het eerste bouwwerk van architect Pierre Cuypers in de stad Groningen.
In de jaren zeventig en tachtig van de twintigste eeuw werd de kapel verhuurd aan de Russisch-orthodoxe Kerk. Na een restauratie in de jaren negentig werd de kapel weer door het Bisdom Groningen in gebruik genomen voor erediensten.

## Beschrijving
De kapel is een kleine zaalkerk met onderliggende crypte. Het gebouwtje is ongeveer zestien meter lang en zes meter breed. Het heeft een zadeldak, waarop een dakruiter is geplaatst.
De gevel bestaat uit metselwerk van bruinroze baksteen, voorzien van een gepleisterde plint. De westgevel wordt bekroond door een hardstenen kruis, de oostgevel door een tuit. Alle openingen in de gevels zijn spitsbogig. Aan de oostkant bevindt zich een portaal met de ingang naar de crypte. Naast de kapel werd in 1923 een muur geplaatst, met doorgang naar een gereedschapbergplaats, die qua stijl aansluit bij de kapel.
De kapel is sober ingericht en heeft witgestucte wanden overdekt door een houten spitstongewelf. De liturgische voorwerpen, zoals een koperen tabernakel, een triomfkruis, reliëfplaten en lantaarns, zijn van elders afkomstig.

## Monument
De kapel is aangewezen als gemeentelijk monument, onder meer "vanwege zijn architectuurhistorische waarden, gelet op de esthetische kwaliteiten van het ontwerp in neogotische stijl, het eerste religieuze bouwwerk dat de bekende architect P.J.H. Cuypers in de stad Groningen mocht ontwerpen, tot uiting komend in zijn kenmerkende bouwmassa, de detaillering van het metselwerk zoals de toepassing van decoratieve zwart geteerde baksteenpatronen, de sierlijsten en de timpaanvulling boven de westingang, het leiendak, de dakruiter met vergulde bol en smeedijzeren kruis, de natuurstenen onderdelen, zoals kruizen en afdekplaten van de topgevels, de deuren met hun hang- en sluitwerk. In het interieur zijn onder meer nog van belang het houten spitstongewelf, het glas-in-loodvenster met de afbeelding van het H. Hart van Jezus, de goed bewaard gebleven crypte met zijn gemetselde grafnissen en marmeren gedenkstenen. Verder is de kapel van belang vanwege de visuele en functionele relatie met de begraafplaats."

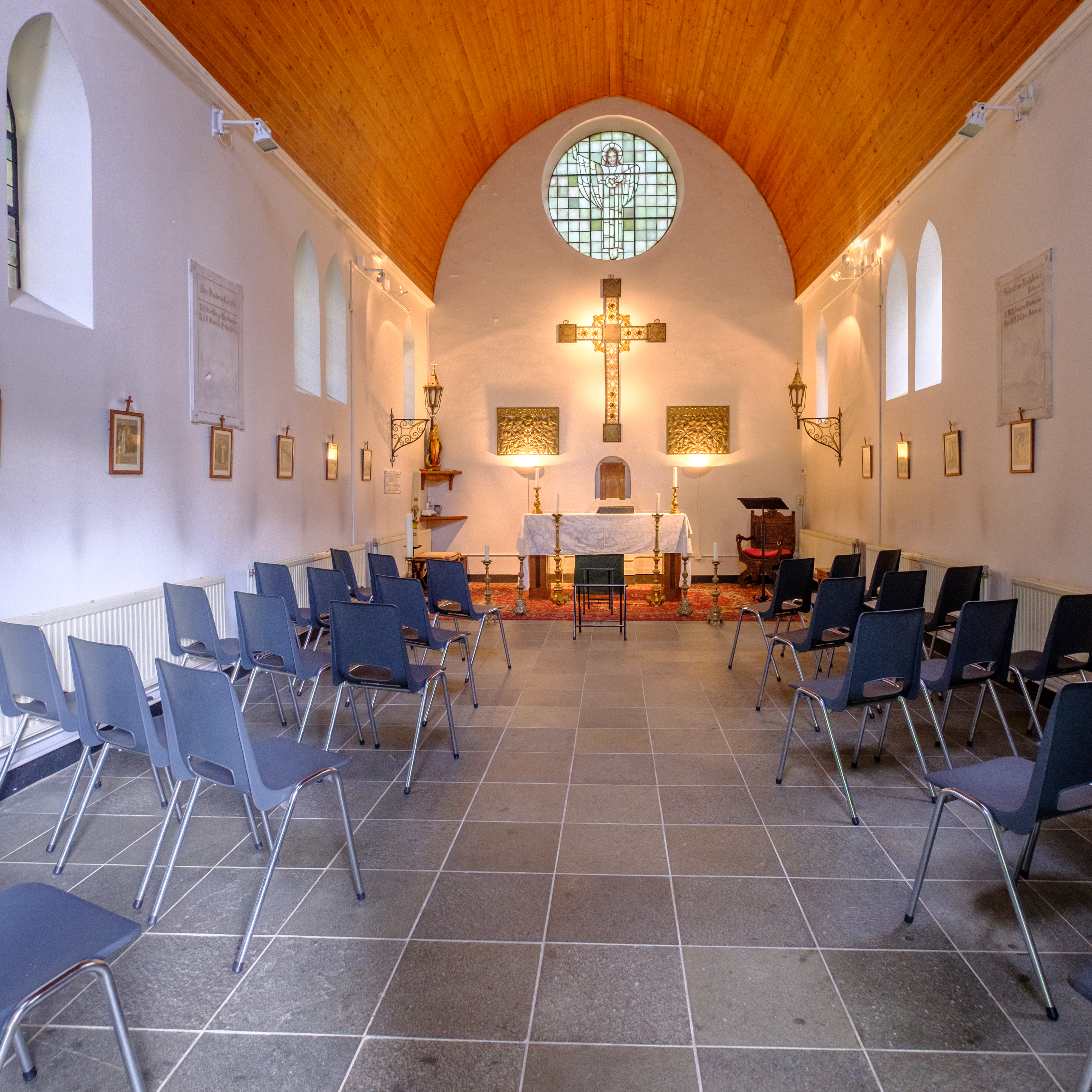
Interieur
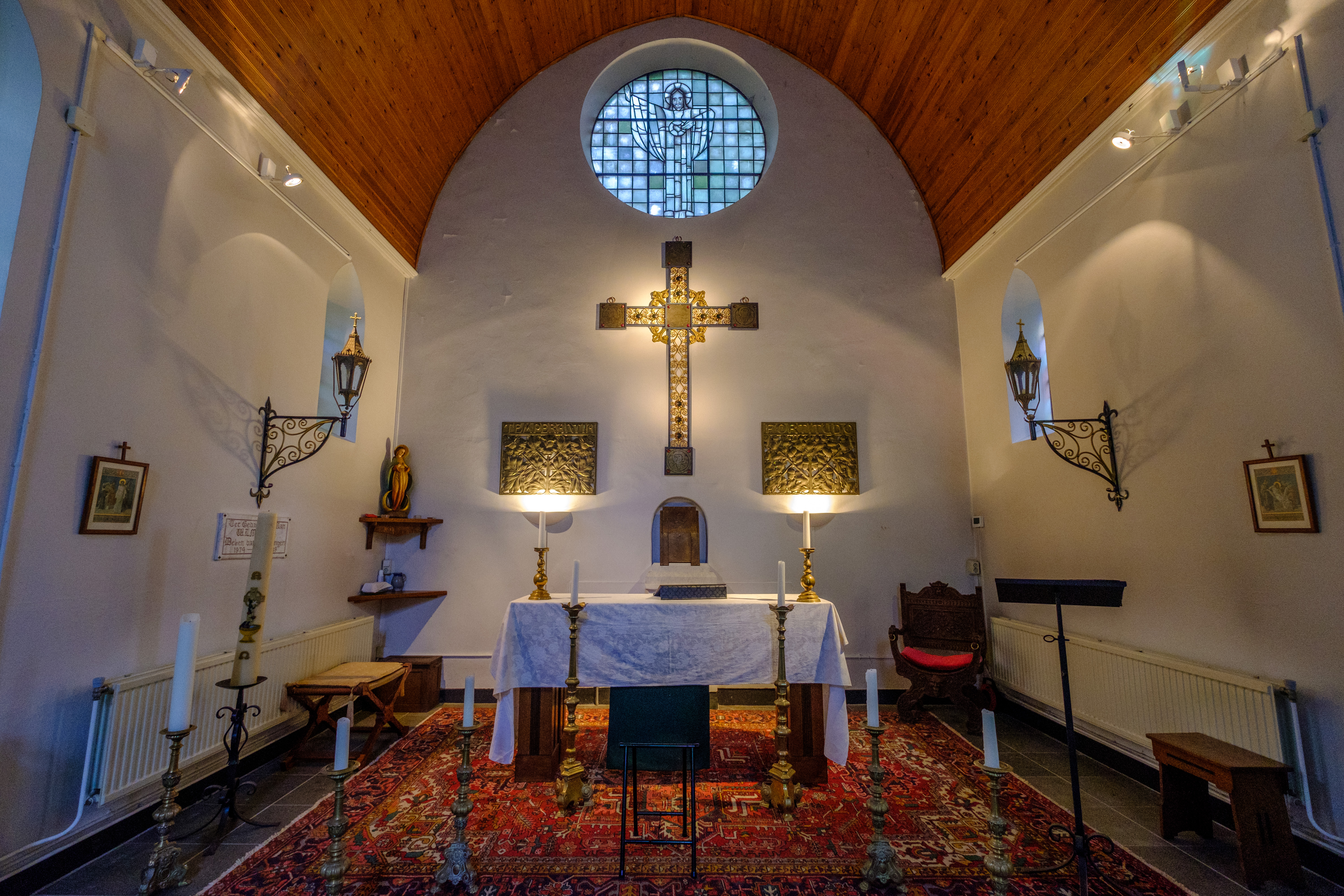
Altaar
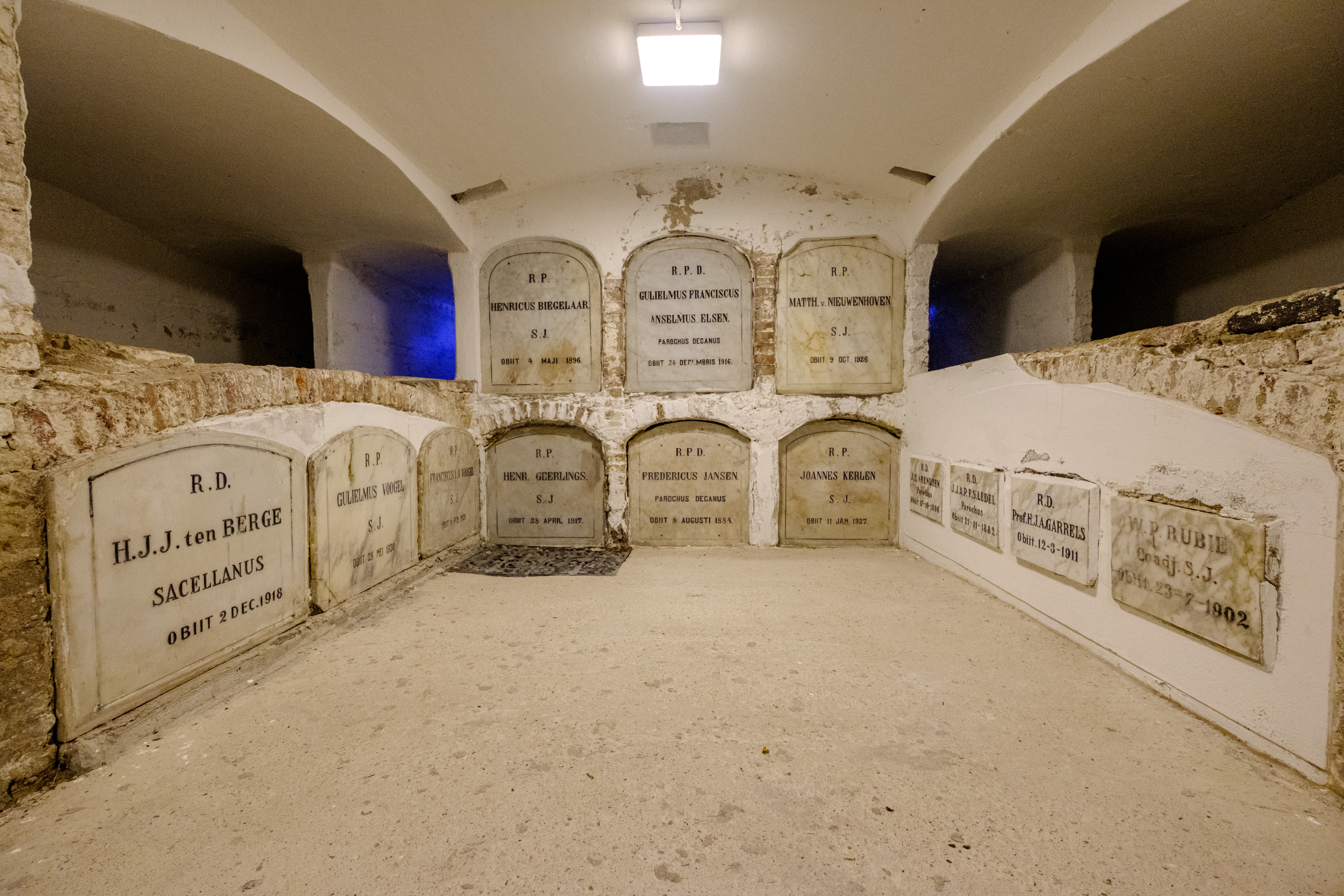
Grafstenen in de crypte